# Dougill

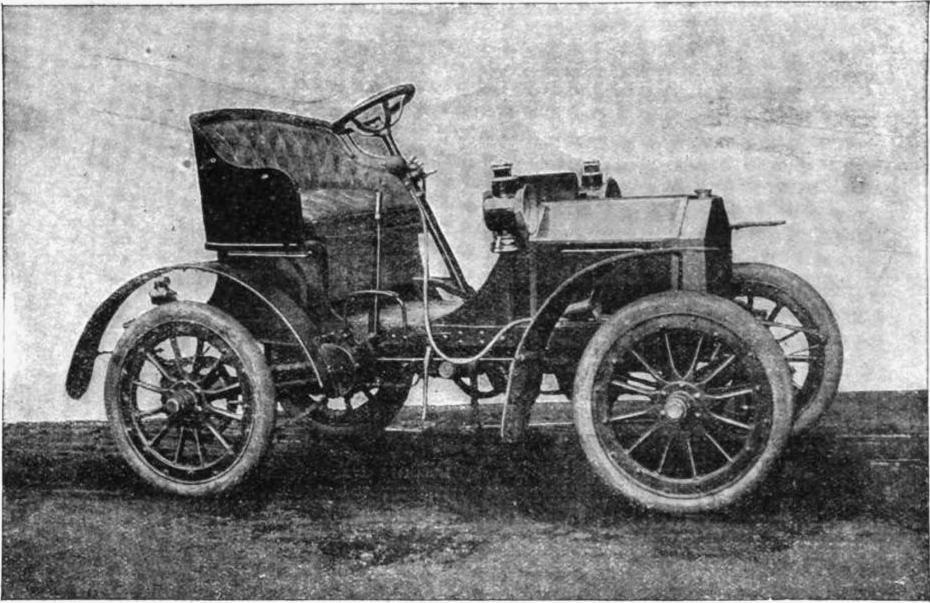
Frick 7 HP (1904)

A. W. Dougill & Co. Ltd. war ein britischer Automobilhersteller.

## Unternehmensgeschichte
Das Unternehmen aus Leeds begann 1896 mit der Produktion von Automobilen. Die Markennamen lauteten Dougill, Loidis und Frick. 1907 endete die Produktion.

## Fahrzeuge

### Markenname Dougill
Zwischen 1896 und 1898 stellte das Unternehmen einige Prototypen her. Die Motoren waren im Heck montiert und trieben über Riemen eine Welle an und von dort über eine Kette die Hinterachse. 1899 stellte Dougill für Harry Lawson einige Exemplare des Lawson Motor Wheel her. Dies war eine Antriebseinheit mit Motor, Reifen, Tank und Bremse, mit der unmotorisierte Fahrzeuge motorisiert werden konnten. Die geringe Motorleistung von 3 PS reichte nur für leichte Zweisitzer aus. Dougill fertigte einige Dreiräder.

### Markenname Loidis
Loidis hießen Fahrzeuge, die zwischen 1900 und 1904 entstanden. Zwei Modelle standen im Angebot. Im kleineren Modell trieb ein Einzylindermotor von De Dion-Bouton mit 6 PS Leistung die Fahrzeuge an. Im größeren Modell kam ein Zweizylindermotor von Aster mit 1703 cm³ Hubraum und 9 PS Leistung zum Einsatz. Das Getriebe kam von den Fafnir-Werken.

### Markenname Frick
Unter diesem Markennamen entstanden zwischen 1904 und 1906 Pkw und bis 1907 Nutzfahrzeuge. Kleinstes Modell war der 7 HP, 1904 oder 1906 präsentiert. Ein Einzylindermotor mit 1099 cm³ Hubraum stand in Verbindung mit einem Friktionsgetriebe nach Patent von Maurer-Union. Die Motorleistung wurde letztlich über eine Kette an die Hinterachse übertragen. Der Radstand betrug 1829 mm.
Mittleres Modell war der 8/12 HP, 1905 oder 1906 vorgestellt. Sein Zweizylindermotor mit den gleichen Zylinderabmessungen hatte 2199 cm³ Hubraum. Mit 2057 bis 2438 mm Radstand war das Fahrzeug auch von den Abmessungen her größer.
Außerdem gab es 1906 den 12/18 HP. Sein Dreizylindermotor hatte ebenfalls die gleichen Zylinderabmessungen, also 3299 cm³ Hubraum. Der Radstand betrug 2667 mm.